# アンリ・ジファール

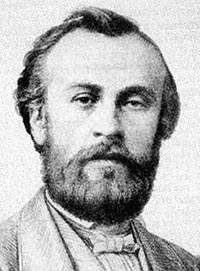
アンリ・ジファール

バティスト・ジュール・アンリ・ジャック・ジファール（Baptiste Jules Henri Jacques Giffard、1825年2月8日 - 1882年4月14日）はフランスの技術者である。蒸気機関で駆動するプロペラをつけた有人飛行船の飛行に成功した。

## 経歴
パリで生まれる。1849年から蒸気機関の研究を初め、1850年には蒸気機関用の噴射装置の発明をした。
1851年、エコール・サントラルと共同で蒸気機関を使って気球の操縦をする特許を得た。飛行船のテストは1851年から始め、1852年9月24日、パリとトラップの間の27kmを2,500m3の大きさの気球に3馬力の蒸気エンジンをつけて飛行し、人類初の動力飛行に成功した。

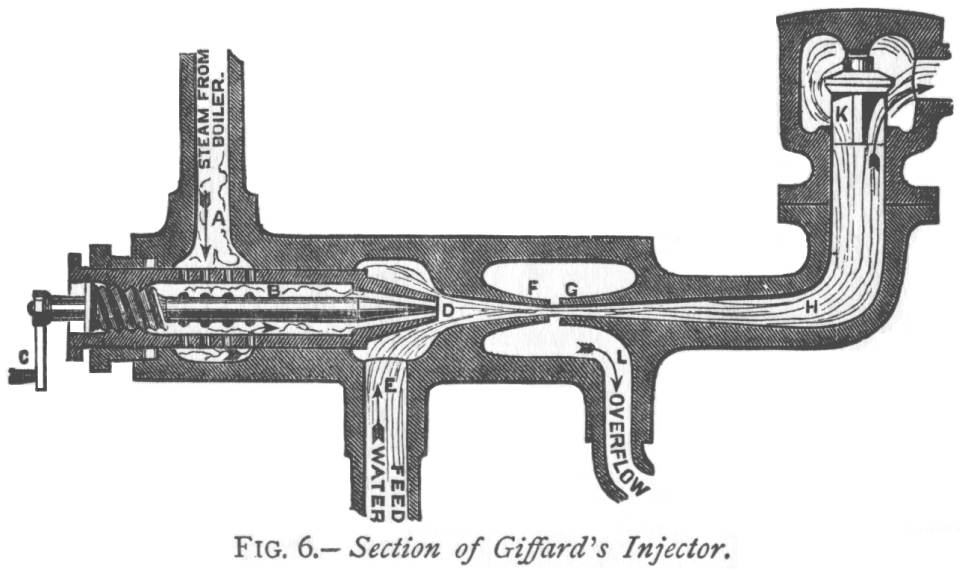
ジファール発明のインジェクタ

1855年にも別の飛行船を製作したが、試験中に爆発、ジファールと仲間は無事脱出し事なきを得た。その後は蒸気機関用の噴射装置の開発を続け、いくつかの特許を得た。1858年には蒸気機関のインジェクタを発明した。
1867年のパリ万国博覧会のために、5,000m3（直径約12m）の水素気球を製作し、1869年にはロンドンで12,000m3（直径約15m）の気球を製作した。1878年のパリ万国博覧会では25,000m3（直径約20m）の気球を展示し、これは40人をのせて浮揚できた。博覧会の観光スポットとなり1日に10回、客を乗せて500mほど浮揚した。気球のために作られた水素発生器でゴム風船を膨らませ、無料で配布した。
1882年に自殺した。現在ではエッフェル塔に名前が刻まれている。

## ギャラリー

ジファール飛行船
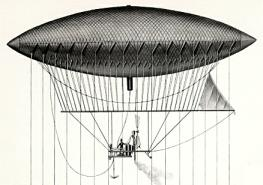
1852年の飛行船
飛行アニメーション
エンジン駆動のアニメーション
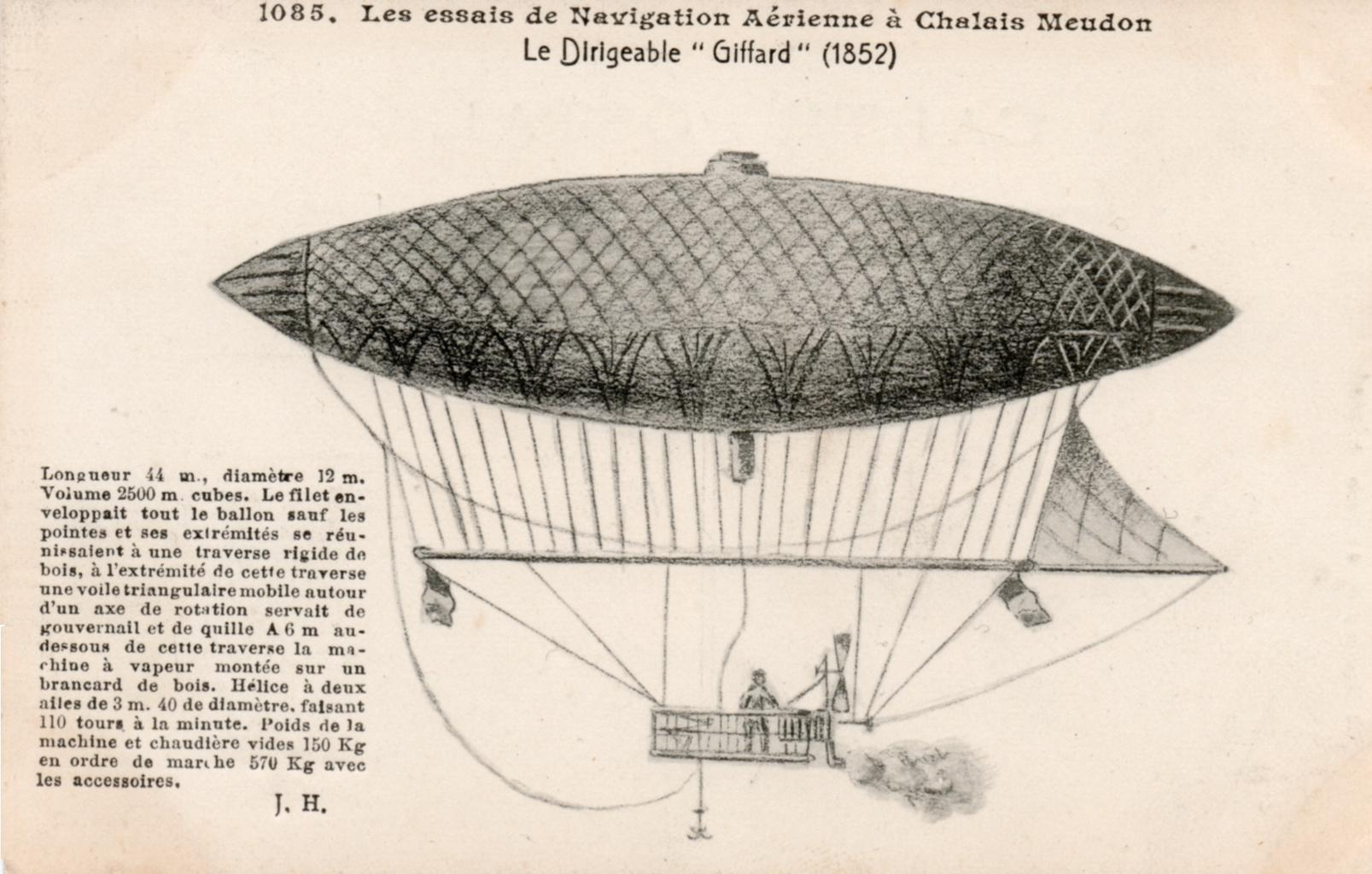
1852年発行の絵はがき
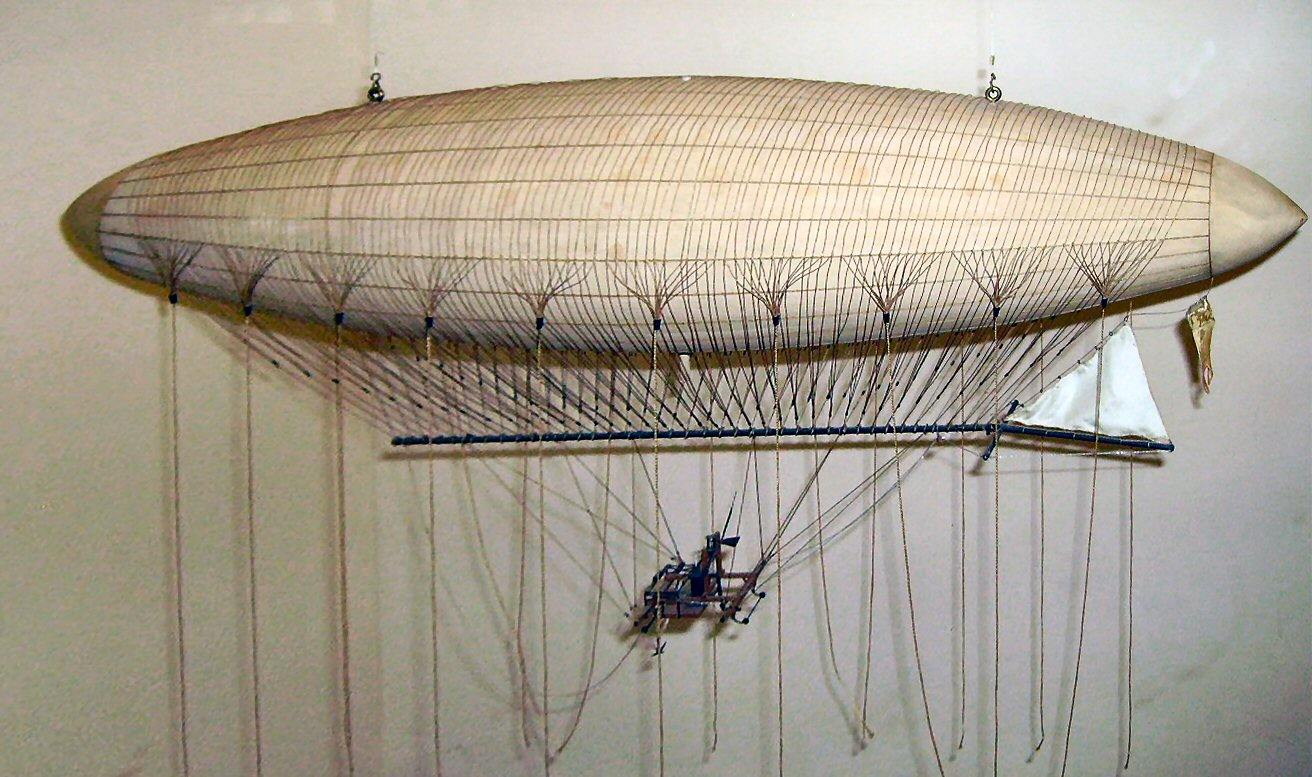
飛行船の復元模型

ジファール水素気球の飛行（1878年）
離陸の準備作業
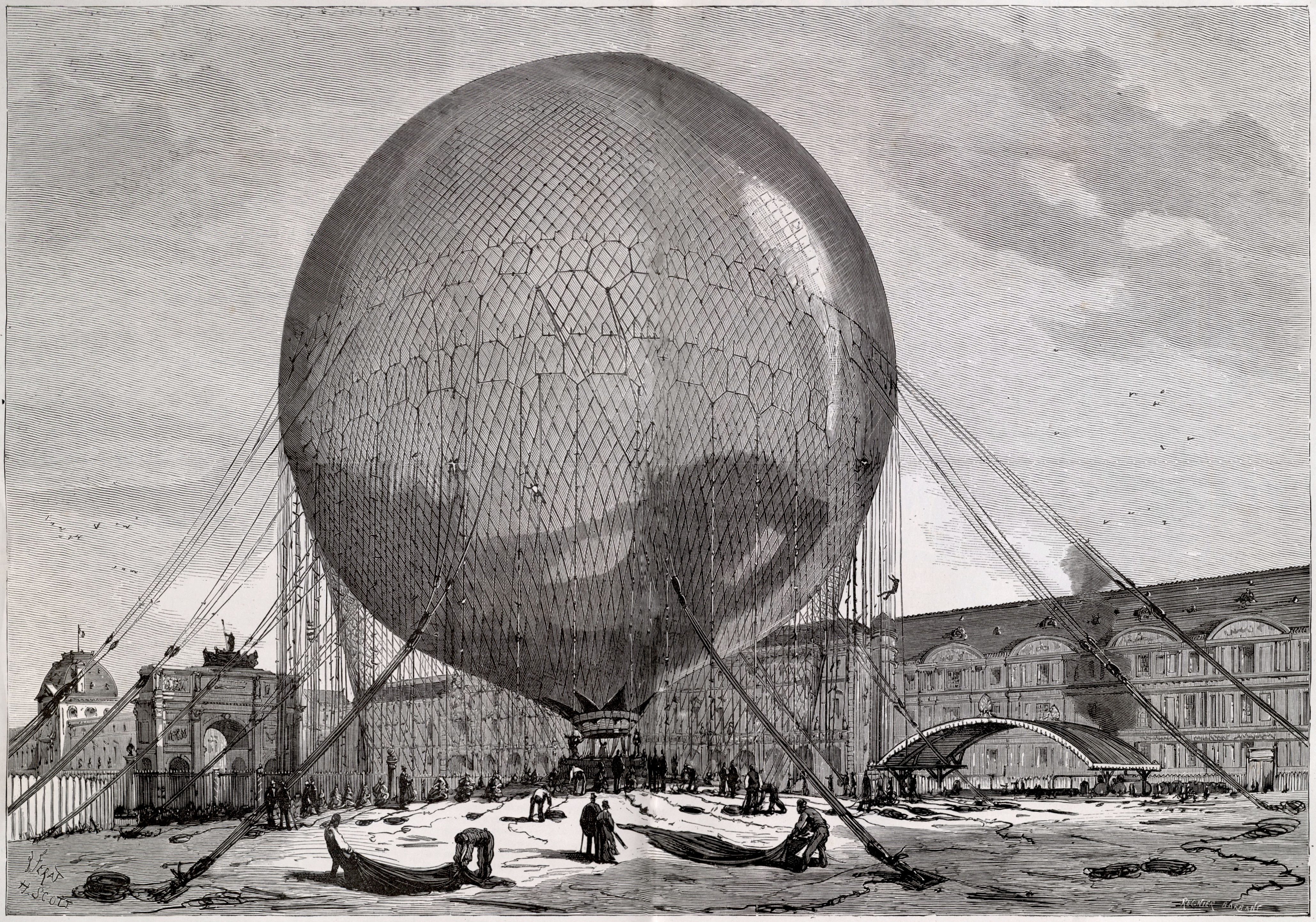
テュイルリー宮殿前の気球（J.フェラ画）
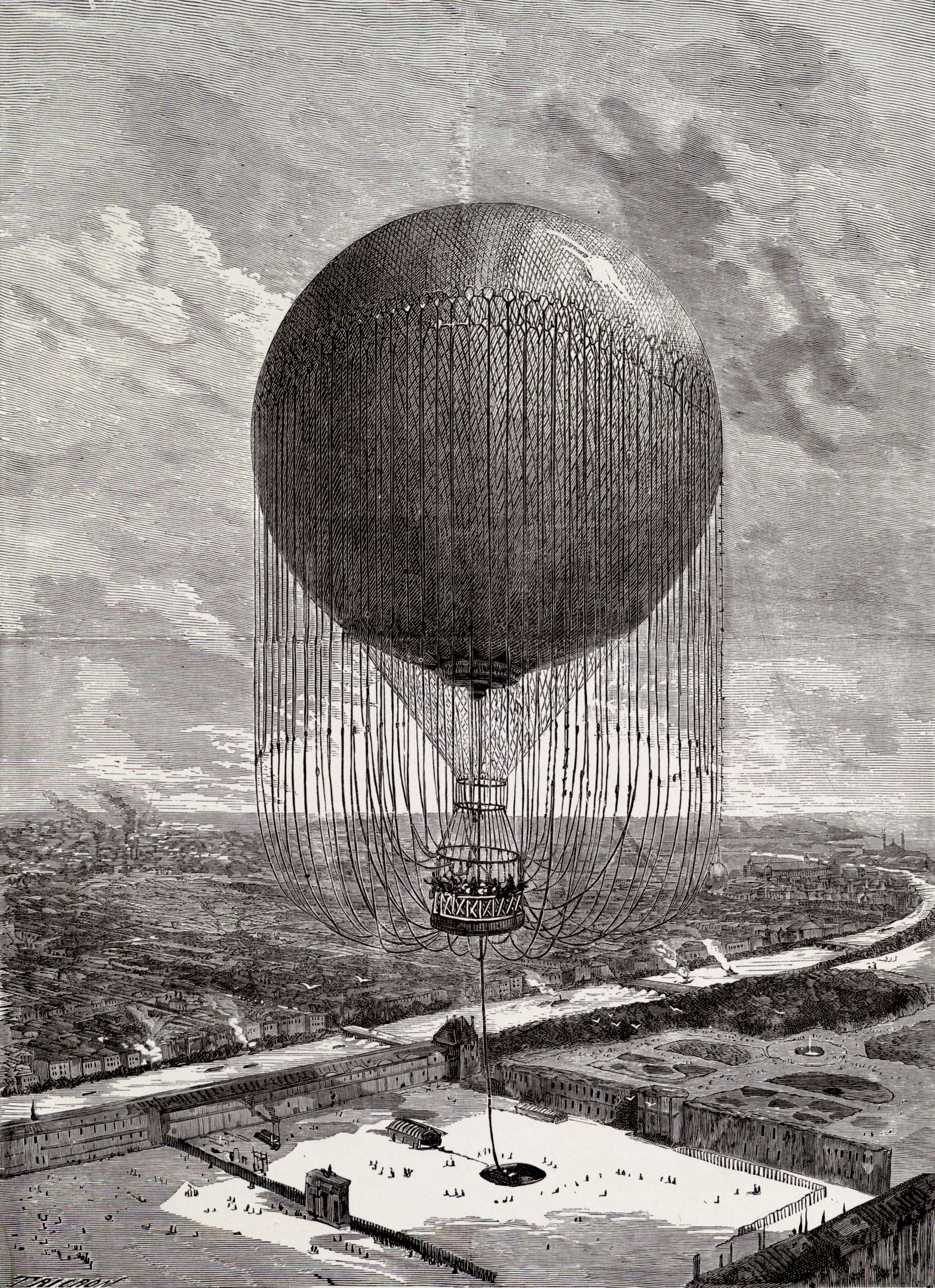
気球の離陸（A.トリション画）
気球から撮った航空写真。セーヌ川が見える。
さらに上空から撮られた航空写真